# Hillman Super Minx
Hillman Super Minx är en personbil, tillverkad av den brittiska biltillverkaren Hillman mellan 1961 och 1967.

## Hillman Super Minx
Super Minx Series I, som introducerades hösten 1961, var en större version av Minx-modellen och bröt Hillmans långvariga enmodellspolitik.
Med Series IV från 1964 uppdaterades Super Minx med ny taklinje och större fönsterytor, samt en större motor.
Motor:
| Modell   | Motor              | Cylindervolym | Effekt | Bränslesystem   |
| -------- | ------------------ | ------------- | ------ | --------------- |
| Mk I-III | 4-cyl radmotor ohv | 1592 cm³      | 53 hk  | Enkel förgasare |
| Mk IV    | 4-cyl radmotor ohv | 1725 cm³      | 65 hk  | Enkel förgasare |

## Övriga märken
Rootes var pionjärer inom badge engineering och Super Minx-karossen användes av flera av koncernens märken. Bilarna skiljde åt främst genom kylarmaskeringen och detaljer i utrustningsnivå.

### Singer Vouge
Singer-modellen var lite dyrare än Hillman och utmärktes bland annat med en annan front med dubbla strålkastare.
Motor:
| Modell  | Motor              | Cylindervolym | Effekt | Bränslesystem   |
| ------- | ------------------ | ------------- | ------ | --------------- |
| Mk I-II | 4-cyl radmotor ohv | 1592 cm³      | 53 hk  | Enkel förgasare |
| Mk III  | 4-cyl radmotor ohv | 1592 cm³      | 75 hk  | Enkel förgasare |
| Mk IV   | 4-cyl radmotor ohv | 1725 cm³      | 75 hk  | Enkel förgasare |

### Humber Sceptre
Humber var Rootes-koncernens finaste märke och hade traditionell brittisk inredning med mycket trä och läder.
Motor:
| Modell | Motor              | Cylindervolym | Effekt | Bränslesystem   |
| ------ | ------------------ | ------------- | ------ | --------------- |
| Mk I   | 4-cyl radmotor ohv | 1592 cm³      | 75 hk  | Enkel förgasare |
| Mk II  | 4-cyl radmotor ohv | 1725 cm³      | 85 hk  | Enkel förgasare |

### Bilder

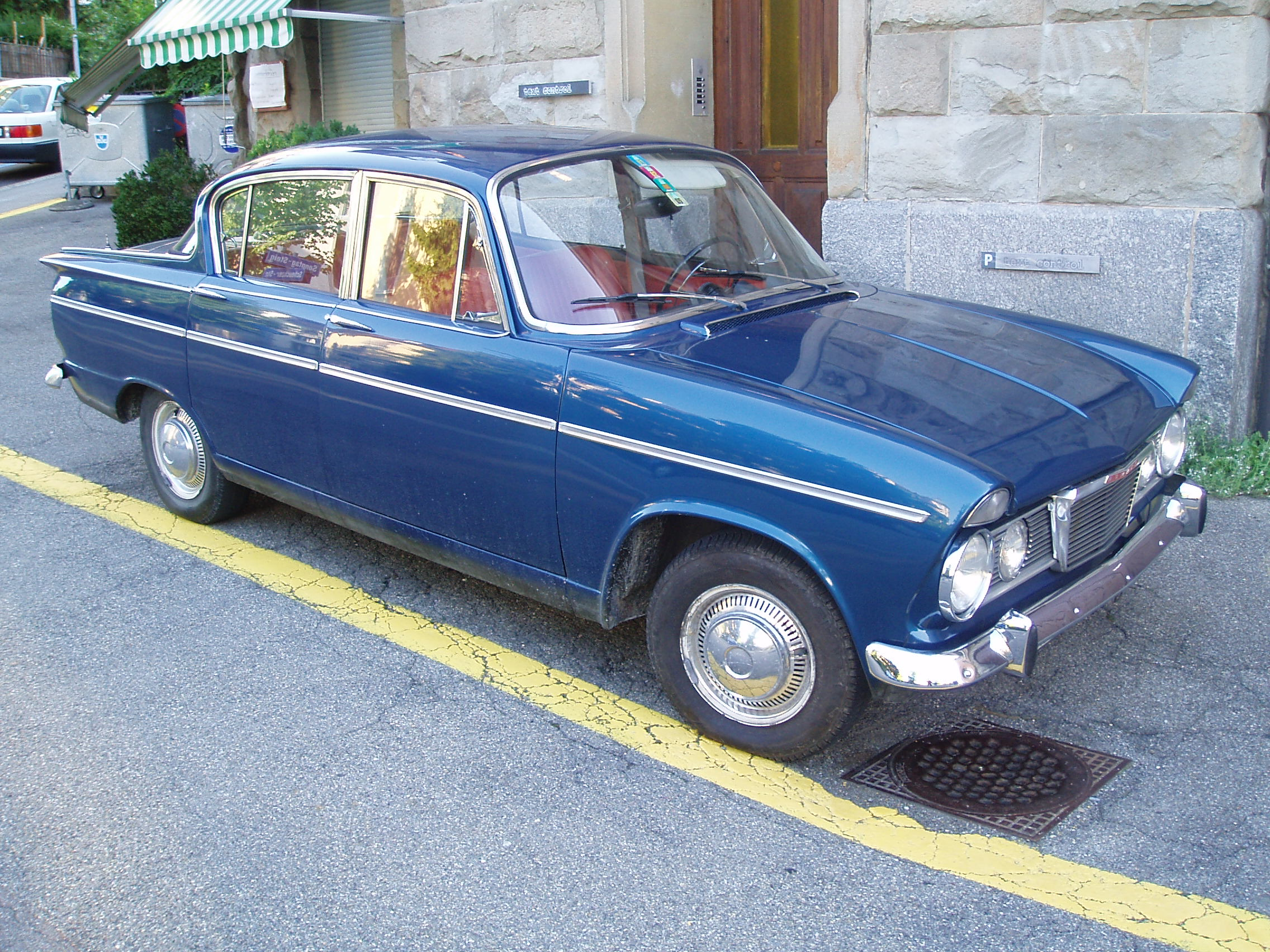
Humber Sceptre
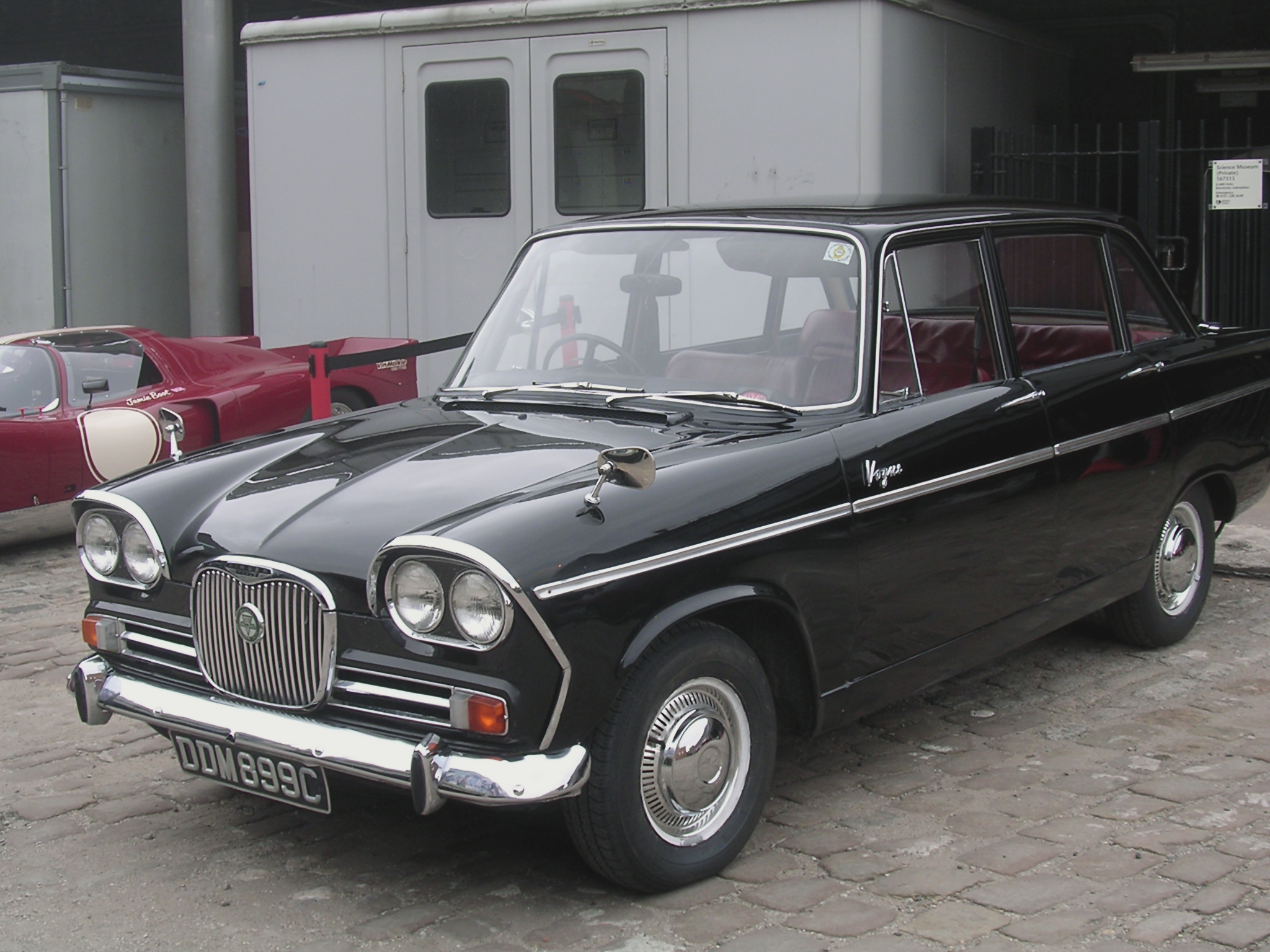
Singer Vogue